# Ейс Вентура: Розшук домашніх тварин
«Ейс Вентура: Розшук домашніх тварин» (англ. Ace Ventura: Pet Detective) — американська пригодницька комедія 1994 року.

## Сюжет
Ейс Вентура — приватний детектив, який займається пошуком зниклих і викрадених домашніх тварин. Він відрізняється дивною зачіскою, гавайською сорочкою і гіпертрофованим почуттям гумору. У початковій сцені фільму показано, як він вправно врятував викрадену собачку, обдуривши викрадача за допомогою іграшкової копії.
За два тижні до початку фінального матчу з американського футболу невідомі викрадають головний талісман команди Маямі Долфінс, дельфіна на призвисько Сніжок. Містер Редл, власник команди, розуміє, якщо під час проведення змагань талісман буде відсутній, настрій гравців різко погіршиться, і вони обов'язково програють найважливіший матч сезону. Він наказує головному менеджеру Роджеру Подактеру і головному прес-секретарю Меліссі Робінсон до початку Суперкубка повернути дельфіна, інакше вони будуть звільнені. Секретар команди рекомендує Меліссі звернутися за допомогою до Ейса Вентури. Після знайомства з Меліссою і Подактером Ейс спускається в резервуар, в якому колись плавав Сніжок, і знаходить перший доказ злочину: бурштиновий камінь.
Ейс дізнається, що в місті проживає якийсь Рональд Кемп, успішний бізнесмен і колекціонер риб і морських тварин. Підозрюючи його у викраденні, Ейс разом з Меліссою вирушає на звану вечерю в заміський маєток. Там він обстежує великий резервуар, але виявляє в ньому тільки кілька великих білих акул. Йдучи з вечірки, Ейс помічає на пальці Кемпа кільце з точно таким же бурштиновим каменем, який він знайшов у фільтрі басейну Сніжка. З'ясовується, що подібні кільця з обробленим шматком бурштину в 1984 році від американської футбольної конференції отримали всі гравці команди. Ейс робить висновок, що викрадачем є той гравець, у кільці якого не виявиться каменю. Але після тотальної перевірки всього складу виявляється, що бурштин є у всіх.
Незабаром гине випавши з вікна своєї квартири адміністратор команди Дельфінів Роджер Подактер, Ейс робить висновок, що це вбивство було замовним. Він намагається пов'язати смерть менеджера команди з пропажею Сніжка і випадково дізнається про ще одного гравця Дельфінів на ім'я Рей Фінкл, який був відсутній у списку і не був перевірений на наявність бурштину. Мелісса пояснює відсутність Фінкла на груповий фотографії тим, що він перейшов у команду тільки в середині сезону. Але кільце він отримав так само, як і інші гравці. З'ясовується, що кар'єра Фінкла була досить невдалою, у фінальному матчі того року на останніх секундах гри він не забив вірний гол, і Дельфіни програли Суперкубок. Він спробував продовжити виступи в чемпіонаті, але команда не продовжила з ним контракт.
Ейс вирушає в рідне місто Фінкла і знайомиться з його старими батьками. Він відвідує дитячу кімнату, по обстановці якої стає ясно, що Фінкл жахливо ненавидить іншого гравця Дельфінів Дена Марино, який в тому нещасливому матчі для пробиття вирішального удару поставив м'яч шнурівкою до гравця, а не до воріт, через що Фінкл змазав удар, і Дельфіни програли. Ейс і Мелісса вирішують, що Марино перебуває в смертельній небезпеці, але його викрадають до того, як вони встигають щось зробити.
Ейс повертається в Маямі і розповідає все лейтенанту поліції Лоїс Ейнгорн, жінці, що займається розслідуванням цієї справи. Він передбачає, що мотивом викрадення дельфіна з'явився той факт, що Сніжку привласнили 5-й командний номер, який колись належав Фінклу. Фінкл сприйняв це як образу і вирішив випустити всю накопичену злість на тварину.
У пошуках Рея Фінкла Ейс відвідує лікарню для душевнохворих, в яку той був колись насильно поміщений, і з якої колись втік. Зображуючи душевнохворого футболіста, Ейс обстежує комору лікарні і знаходить коробку з особистими речами Фінкла. Серед них детектив виявляє вирізану з газети статтю, в якій повідомляється про зникнення дівчини на ім'я Лоїс Ейнгорн, тіло якої так і не було знайдено. Ейс просить допомоги у Еміліо, свого приятеля з поліцейської дільниці, той обстежує ящики столу Ейнгорн і знаходить адресований їй любовний лист від Роджера Подактера.
Всі спроби знайти хоч якийсь зв'язок між Фінклом і Ейнгорн закінчуються невдало, поки маленька собака Ейса не лягає на фотографію Фінкла. Шерсть собаки розташовується таким чином, що у Фінкла з'являється волосся, тобто виставляє його в ролі жінки. Спостерігаючи за цим, Ейс нарешті розуміє, що лейтенант Лоїс Ейнгорн — це насправді і є колишній футболіст Рей Фінкл. Ейс судорожно чистить зуби, спалює одяг і приймає довгий-довгий душ, тому що напередодні цілувався з Ейнгорн, не знаючи, що вона є чоловіком.
Переслідуючи підозрювану, Ейс потрапляє в портові склади, де знаходить і Сніжка, і Дена Марино. Ейнгорн ловить його і негайно викликає поліцію. Коли поліцейські приїжджають і вже збираються заарештувати Ейса за наказом Ейнгорн, з'являються Мелісса і Еміліо і рятують свого друга. Ейс пояснює всім присутнім мотиви Фінкла і те, що Ейнгорн насправді не є тією, за кого себе видає. Як доказ він зриває з неї одяг і вказує всім на величезний член, затиснутий між ніг. У розпачі Ейнгорн робить останню спробу вбивства Ейса, але падає в резервуар до Сніжка. Ейс знімає з неї кільце, на якому якраз бракує маленького бурштинового каменю.
Фільм закінчується сценою бійки між Ейсом і талісманом команди. Під час футбольного матчу Ейс намагався зловити рідкісного білого голуба, за якого призначена нагорода в 25 тисяч доларів. Але людина в костюмі папуги лякає пташку, через що виявляється втягнутим в запекле протистояння з детективом.

## У ролях
| Актор           | Роль                   |
| --------------- | ---------------------- |
| Джим Керрі      | Ейс Вентура            |
| Кортні Кокс     | Мелісса Робінсон       |
| Шон Янг         | лейтенант Лоїс Ейнгорн |
| Тоун Лок        | Еміліо                 |
| Ден Маріно      | грає самого себе       |
| Ноубл Віллінгем | Редл                   |
| Трой Еванс      | Роджер Подактер        |
| Рейнор Шайні    | Вудсток                |
| Удо Кір         | Рон Кемп               |
| Френк Адоніс    | Вінні                  |

## Цікаві факти
- Група, яка грає в клубі — «Cannibal Corpse», реально існуюча група.
- Машина Ейса — Chevrolet Monte Carlo 1972 року випуску.
- На головну жіночу роль пробувалася майбутня дружина Джима Керрі, актриса Лорен Голлі.
- Героїня Кортні Кокс, Мелісса Робінсон, була названа на честь дочки головного сценариста Джека Бернштейна. Персонаж Джона Кеподіса, сержант Агуадо, отримав прізвище одного з продюсерів фільму Кена Агуадо.
- Під час дослідження резервуара, в якому колись знаходився Сніжок, Ейс пародіює капітана Кірка, персонажа телесеріалу «Зоряний шлях» (1966—1969).
- Вечірка Рональда Кемпа знімалася на знаменитій віллі Віскайя.
- Коли Ейс піддається нападкам Ейнгорн, він вимовляє фразу «Зізнаюся, це я був другим стрільцем з трав'янистого пагорба (англ. I admit I was the second gunman on the grassy knoll)». Це відсилання до теорії змови з приводу вбивства Джона Ф. Кеннеді, яка передбачає існування другого вбивці, який стріляв в американського президента.
- Назва лікарні для душевнохворих «Шейді Екрес (Shady Acres)» була зроблена з прізвища режисера Тома Шедьяка.
- У сцені, коли лейтенант Ейнгорн запускає футбольний м'яч через дірку в даху, її роль виконував кікер «Маямі Долфінс» Пітер Стоянович, що переодягся в спідницю і туфлі на високих підборах.
- Образ мавпочки Ейса, капуцина на призвисько Спайк, був використаний як неофіційний талісман бейсбольного клубу «Лос-Анджелес Енджелс з Анахайма».